# Józef Walecko
Józef Walecko (ur. 17.10.1885 - zm. w 14.10.1925 roku w Opolu) – śląski działacz lewicowy. 
Był organizatorem lewicowego ruchu robotniczego w Nowej Wsi Królewskiej a później członkiem Komunistycznej Partii Niemiec. Jego pogrzeb w Opolu przerodził się w  polityczną manifestację z udziałem kilku tysięcy robotników i radykalnej młodzieży z Opola i okolic. 
Imię Józefa Walecko nosi ulica w centrum Opola, niedaleko dawnego Cmentarza żydowskiego.